# Lessard-en-Bresse
Lessard-en-Bresse és un municipi francès, situat al departament de Saona i Loira i a la regió de Borgonya - Franc Comtat. L'any 2007 tenia 484 habitants.

## Demografia

### Població
El 2007 la població de fet de Lessard-en-Bresse era de 484 persones. Hi havia 194 famílies, de les quals 36 eren unipersonals (12 homes vivint sols i 24 dones vivint soles), 69 parelles sense fills, 77 parelles amb fills i 12 famílies monoparentals amb fills.
La població ha evolucionat segons el següent gràfic:
Habitants censats

### Habitatges
El 2007 hi havia 220 habitatges, 192 eren l'habitatge principal de la família, 15 eren segones residències i 12 estaven desocupats. 195 eren cases i 25 eren apartaments. Dels 192 habitatges principals, 137 estaven ocupats pels seus propietaris, 52 estaven llogats i ocupats pels llogaters i 3 estaven cedits a títol gratuït; 13 tenien dues cambres, 31 en tenien tres, 50 en tenien quatre i 98 en tenien cinc o més. 169 habitatges disposaven pel capbaix d'una plaça de pàrquing. A 67 habitatges hi havia un automòbil i a 108 n'hi havia dos o més.

### Piràmide de població
La piràmide de població per edats i sexe el 2009 era:
| Homes | Edats   | Dones |
| ----- | ------- | ----- |
| 0     | 95 o +  | 0     |
| 4     | 90 a 94 | 0     |
| 12    | 85 a 89 | 8     |
| 8     | 80 a 84 | 4     |
| 12    | 75 a 79 | 16    |
| 16    | 70 a 74 | 4     |
| 4     | 65 a 69 | 12    |
| 8     | 60 a 64 | 4     |
| 4     | 55 a 59 | 4     |
| 20    | 50 a 54 | 4     |
| 4     | 45 a 49 | 20    |
| 20    | 40 a 44 | 16    |
| 16    | 35 a 39 | 24    |
| 20    | 30 a 34 | 8     |
| 12    | 25 a 29 | 8     |
| 8     | 20 a 24 | 16    |
| 12    | 15 a 19 | 12    |
| 12    | 10 a 14 | 8     |
| 12    | 5 a 9   | 24    |
| 8     | 0 a 4   | 12    |

## Economia
El 2007 la població en edat de treballar era de 294 persones, 228 eren actives i 66 eren inactives. De les 228 persones actives 215 estaven ocupades (121 homes i 94 dones) i 13 estaven aturades (4 homes i 9 dones). De les 66 persones inactives 20 estaven jubilades, 24 estaven estudiant i 22 estaven classificades com a «altres inactius».

### Ingressos
El 2009 a Lessard-en-Bresse hi havia 202 unitats fiscals que integraven 548,5 persones, la mediana anual d'ingressos fiscals per persona era de 16.559 €.

### Activitats econòmiques
Dels 16 establiments que hi havia el 2007, 1 era d'una empresa alimentària, 6 d'empreses de construcció, 5 d'empreses de comerç i reparació d'automòbils, 1 d'una empresa de transport, 1 d'una empresa d'hostatgeria i restauració, 1 d'una empresa de serveis i 1 d'una empresa classificada com a «altres activitats de serveis».
Dels 7 establiments de servei als particulars que hi havia el 2009, 1 era un taller de reparació d'automòbils i de material agrícola, 2 guixaires pintors, 1 fusteria, 2 electricistes i 1 perruqueria.
Dels 4 establiments comercials que hi havia el 2009, 1 era una botiga de més de 120 m², 1 una botiga de menys de 120 m², 1 una fleca i 1 una joieria.
L'any 2000 a Lessard-en-Bresse hi havia 8 explotacions agrícoles que ocupaven un total de 484 hectàrees.

## Equipaments sanitaris i escolars
El 2009 hi havia una escola maternal integrada dins d'un grup escolar amb les comunes properes formant una escola dispersa.

## Poblacions més properes
El següent diagrama mostra les poblacions més properes.